# Lee Boyd Malvo
Lee Boyd Malvo (alias John Lee Malvo lub Malik Malvo, ur. 18 lutego 1985 w Kingston) – jamajski seryjny morderca.
Przed emigracją do Antigui uczęszczał do York Castle High School. W 2001 r. został oskarżony przez Commonwealth of Virginia o zabójstwo analityk FBI Lindy Franklin, a także zabójstwo więcej niż jednej osoby w ciągu trzech lat.
Razem z Johnem Allenem Muhammadem dokonał serii zamachów na życie przypadkowych ludzi w październiku 2002 r. w okolicach Waszyngtonu. Przez amerykańskie media zostali nazwani snajperami z Waszyngtonu. Z ich rąk śmierć poniosło 10 osób. Aresztowani 24 października 2002 r. Dwa lata później sąd w Wirginii uznał Malvo winnym popełnionych zbrodni. Ponieważ w chwili ich popełnienia Malvo nie był jeszcze pełnoletni, skazano go na dożywotnie więzienie bez możliwości ubiegania się o przedterminowe zwolnienie.

## Ofiary "Snajperów z Waszyngtonu"
- James Martin (lat 55)
- James Buchanan (lat 39)
- Premkumar Walekar (lat 54)
- Sarah Ramos (lat 34)
- Lori Ann Lewis-Rivera (lat 25)
- Pascal Charlot (lat 72)
- Dean Harold Meyers (lat 53)
- Kenneth Bridges (lat 53)
- Linda Franklin (lat 47)
- Conrad Johnson (lat 35)